# Nosotras las mujeres
Nosotras las mujeres es una telenovela mexicana producida por Irene Sabido y transmitida por el Canal 2 de la cadena Televisa en 1981.

## Personajes
- Alma
- Edna
- Ivonne
- Beatriz

## Elenco
- Silvia Derbez como Alma.
- Beatriz Sheridan como Edna.
- Martha Roth como Monica.
- Sonia Furió como Ivonne.
- Anita Blanch como Beatriz.
- Fernando Larrañaga como Manuel.
- Eduardo Noriega como Agustín.
- Luz María Jerez como Lucila.
- María Rojo como Ana.
- Claudio Obregón como Luis Marino.
- Sergio Jiménez como Max.
- Queta Lavat como Aida.
- Adriana Parra como Estela.
- Lourdes Canale como María.
- Alejandro Tamayo como Felipe.
- Pablo Ferrel como Emilio.
- Alberto Inzúa como Antonio.
- María Fernanda Ayensa como Alicia.
- Esteban Siller como Salomón.
- Magda Rodríguez como Malena.
- Ismael Aguilar como Mario.
- Myrrah Saavedra como Elizabeth.
- Rebeca Rambal como Marcela.
- Gilberto Gil como Miguel.
- Gerardo Paz como Eduardo.
- Patricia Rentería como Rosa.
- José Luis Padilla como Ramón.
- Eric del Castillo como Manuel.
- Javier Marc como Maximiliano.
- Enrique Ortiz como Ernesto.
- Claudia Guzmán como Elisa.
- Enrique Barrera como Ernesto.

- Datos: Q18478007